# Zaniklé schodiště v Krčském lese

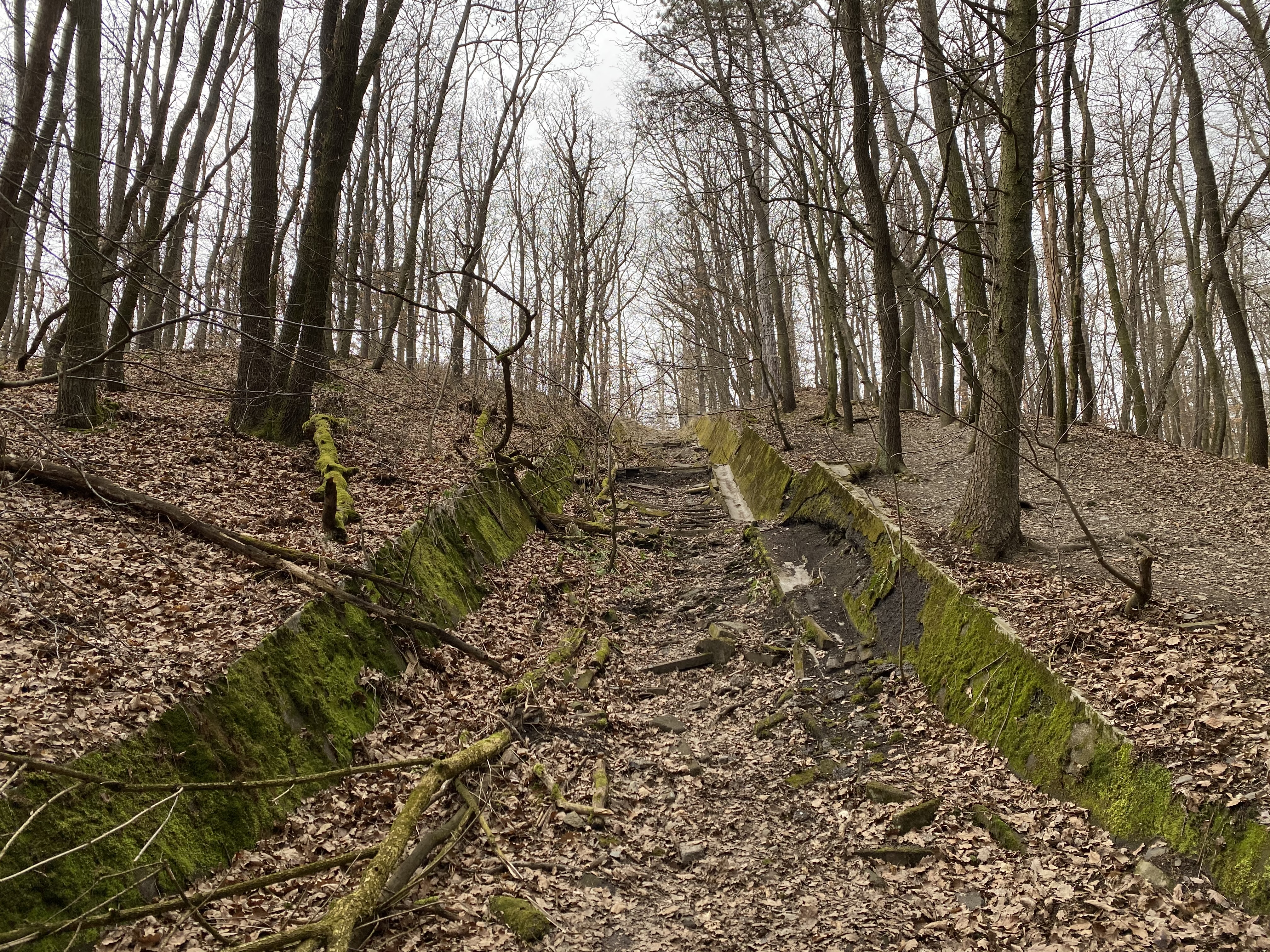
Pohled na schodiště zdola

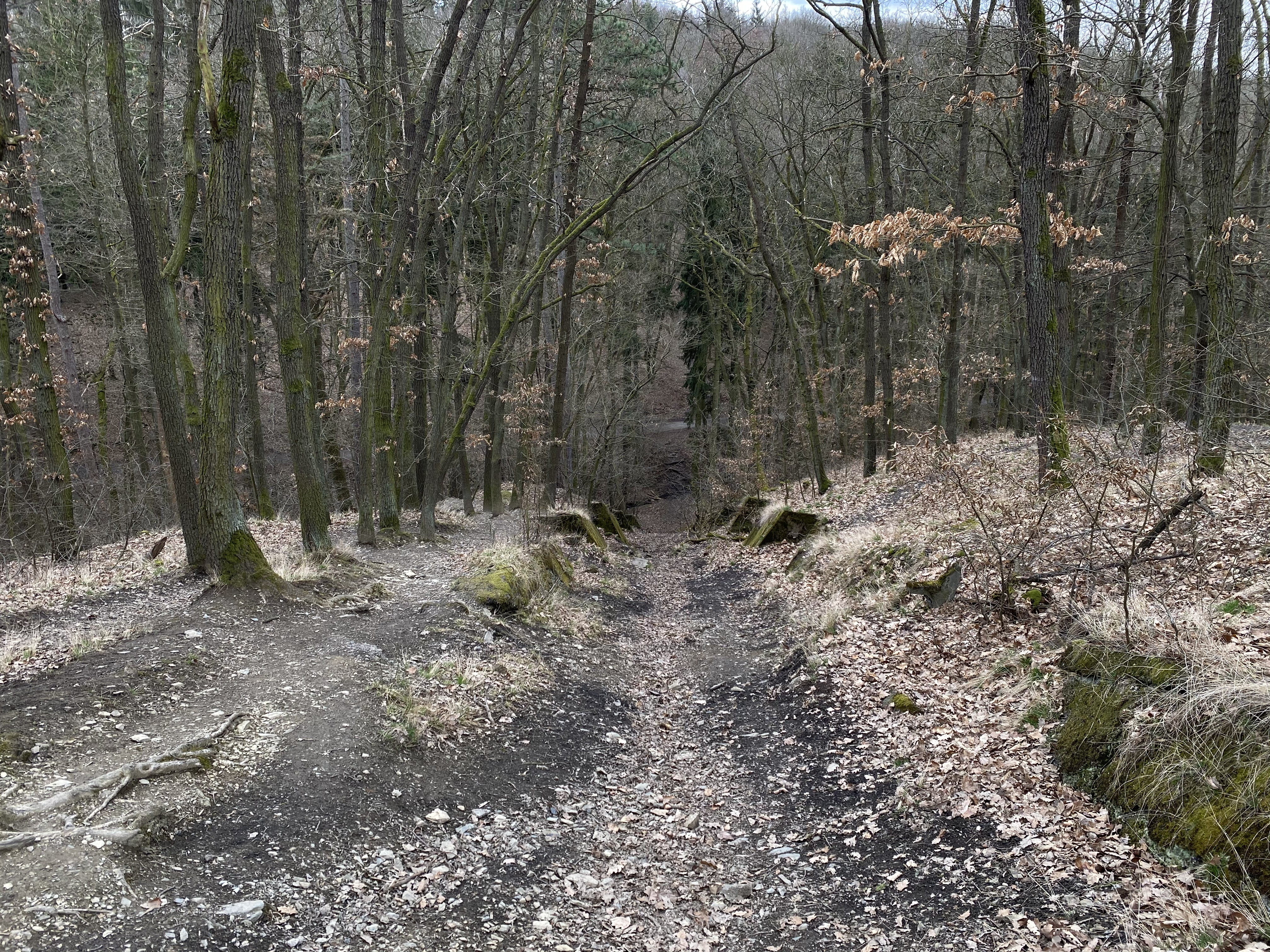
Pohled na schodiště shora

Zaniklé schodiště, dříve Primátorské schody, jsou pozůstatkem betonového schodiště v jižní části Krčského lesa, vedoucí od stezky podél Kunratického potoka po spádnici směrem k výletnímu přístřešku na promenádní cestě na hraně údolí. Kolem dolního i horního konce schodiště vede zeleně značená turistická trasa, dolní konec schodiště je mezi restaurací U Krále Václava IV. a pramenem Václavka. Schodiště bylo 4,5 metrů široké, 70 metrů dlouhé a překonávalo 20 výškových metrů. Mezi obyvateli přilehlých Kunratic bylo schodiště nazýváno také Andělské schody či Kunratické schody, Krčské schody a Královské schody.
V roce 2021 bylo schodiště v dezolátním stavu. Betonové torzo je porostlé hustým mechem a zapadané tlejícím listím a tak splývá s okolní terénem.

## Historie
Důvod a období vzniku schodiště byly po dlouhou dobu neznámé. Historikům se podařilo najít konečnou odpověď až začátkem roku 2020, kdy část historie zveřejnil magazín Krčák žije. Podle dostupných informací mělo být schodiště vybudováno v rozmezí let 1935 až 1937. V roce 1935 se Československo ještě vypořádávalo s následky Velké hospodářské krize a proto v boji s nezaměstnaností tehdejší primátor Prahy Karel Baxa (podle něho schody nesly název Primátorské schody) nechal v Krčském lese vybudovat takzvané hladové schody. Schodiště však nemělo příliš dlouhého trvání. Na konci druhé světové války během Pražského povstání na jaře roku 1945 bylo poničeno a k obnově již nikdy nedošlo.

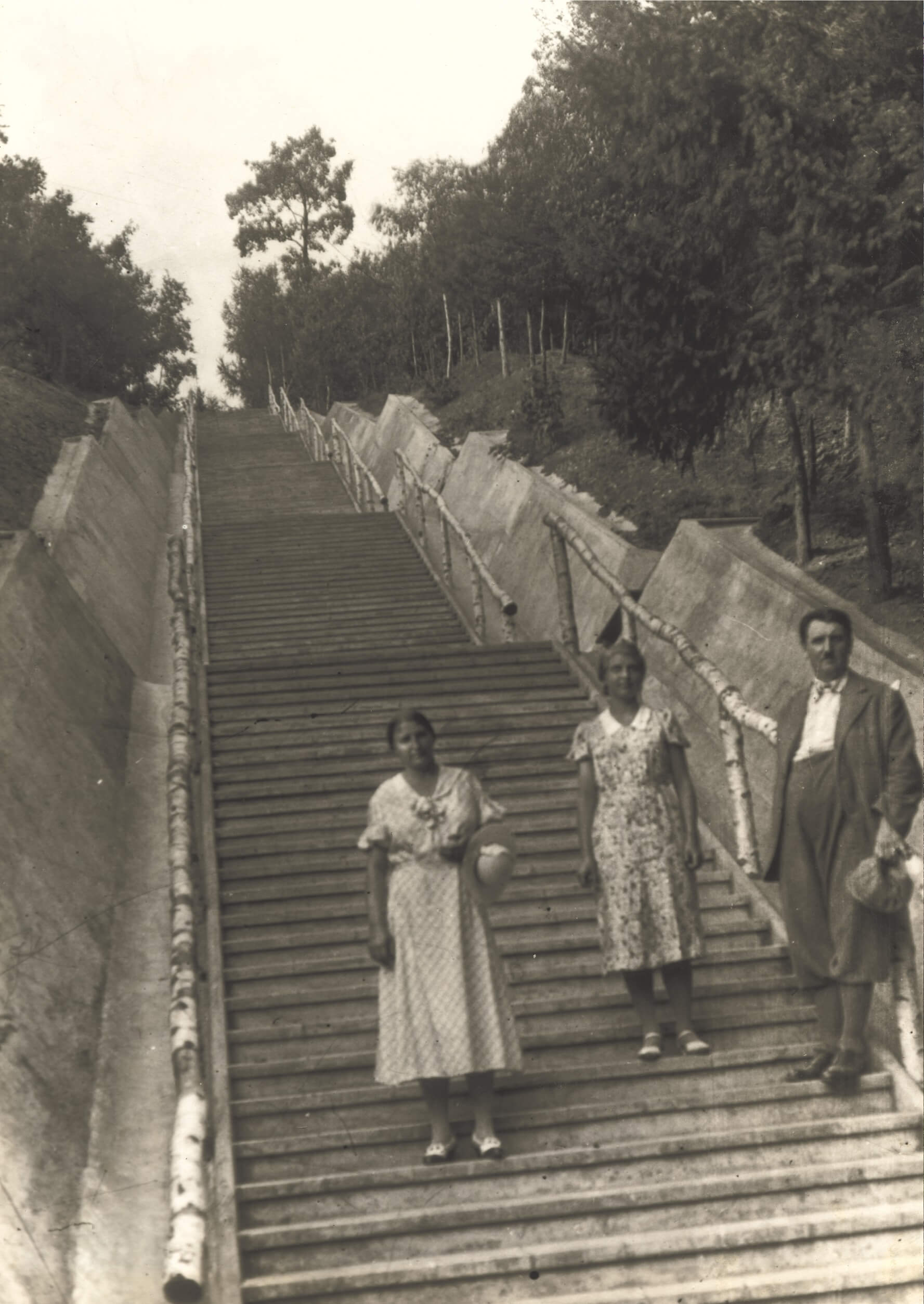
Původní vzhled schodiště